# Consécration de saint Louis de Gonzague comme patron de la jeunesse
La Consécration de Saint Louis Gonzague comme patron de la jeunesse (vers 1763) est une huile sur toile de 127 × 88 cm attribuée à Francisco de Goya et laissée en dépôt au musée de Saragosse par la ville de Jaraba (Saragosse). 
Le tableau résulte d'une commande pour l'église des Jésuites de Santa María del Pilar de Calatayud, aujourd'hui San Juan el Real. Après l'expulsion des jésuites de l'Espagne en 1767, le tableau serait allé au sanctuaire de la Vierge de Jaraba où il fut retrouvé en 1985. 
La peinture représente la consécration de Louis de Gonzague comme patron de la jeunesse, et fait l'éloge de l'ordre des Jésuites. La toile figure le pape Benoît XIII, qui enseigne aux jeunes italiens à prendre le saint italien comme exemple, tel que l'indiquent les mots latins du phylactère qui sort de la bouche du souverain pontife : « Inspice, FAC ET secundum EXEMPLAR » «Regardez, et suivre son exemple». Au fond des historiens se souviennent de la translation de ses restes à l'église de Saint Ignace où ils sont enterrés. Désigné par le doigt du pape, Saint Louis apparaît dans la gloire avec une robe de jésuite, des anges et portant un bouquet de lys qui font allusion à sa pureté. Au fond on lit: « S ALOYSIUS GONZA. JA SS. P. Benoît BONUS Exempla. » l'image est divisée en un plan supérieur et inférieur représentant le divin et l'humain. 
Probablement influencé par l'enseignement de Joseph Luzán, et en ligne avec l'école rococo italien, c'est une œuvre de jeunesse de Francisco de Goya, où l'on voit dans le manque de compétences dans le dessin de certains personnages, le soin porté à la toile et la conception baroque. Les personnages du bas de la toile présentent également des postures étranges. Malgré cela, le tableau annonce la puissance expressive du maître aragonais, par l'utilisation d'une touche légère et une liberté exceptionnelle dans le traitement de la couleur.

## Sources
- Goya en Jaraba, Ayuntamiento de Jaraba, 2010. Versión en pdf. [Consultado el 15.7.2011]
- «Ficha de La consagración de San Luis Gonzaga como patrono de la juventud» Fundación Goya en Aragón, realizada el 29 de diciembre de 2009. [Consultado el 15.7.2011]